# Sarsi (boisson)
Pour les articles homonymes, voir Sarsi (homonymie).

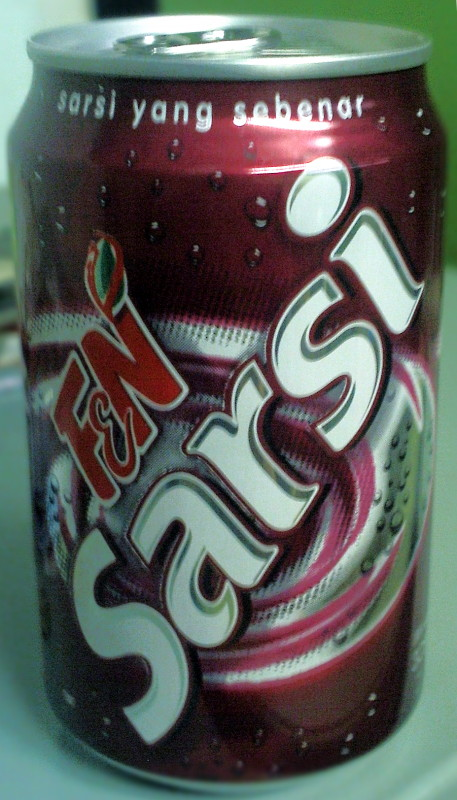
Une canette de F&N Sarsi malaisienne.

Sarsi (Sars ou Sarsae) est un soda à la salsepareille vendu à Taïwan, aux Philippines et dans d'autres pays d'Asie du Sud-Est. Il ressemble à la racinette (root beer).

## Philippines
Aux Philippines, Sarsi est une des marques de racinette les plus anciennes et les plus connues. Elle a remplacé Barq's (appartenant à Coca-Cola) dans la plupart des chaines de restauration rapide. Son propriétaire, RFM Corporation (en) a été vendu à Coca-Cola Bottlers Philippines, Inc., qui est devenu une filiale de San Miguel Corporation en 2001, avant d'être revendu en 2006.
Le principal produit concurrent est la racinette Mug de PepsiCo. Tous les deux sont très bon marché et très largement distribués en supermarché et dans les petites épiceries sari-sari.
Actrice de série B et softdrink beauty des années 1980, Sarsi Emmanuelle lui doit son pseudonyme.

## Chine continentale
L'apparition de Sarsi en Chine remonte aux années 1920, quand Watson's (aujourd’hui A.S. Watson & Co. Limited, propriété du groupe Hutchison Whampoa) a commencé à en produire à Shanghai et dans d'autres villes. Dans les années 1930, Li Zhiyang (李智扬), Li Guanling (李冠玲), Huang Youtong (黄油桶), Liang Hanqi (梁汉奇) et Wang Zhenshan (王震山), d'anciens employés de Watson's à Canton firent partie des onze fondateurs d'Asian Waters, destinée à continuer la production de Sarsi dans cette ville et ailleurs dans le pays. Ils vendaient également à Hong Kong et Macao.
Aujourd'hui Asian Waters ne fabrique quasiment plus de sodas Sarsi.

## Taïwan
À Taïwan, la marque HeySong Sars (黑松沙士) est mise en bouteille par HeySong Corporation (en) à Taipei.
Le soda HeySong Sarsaparilla est disponible en trois saveurs :
- Normal - Saveur normale de salsepareille.
- Sweetie Energy - Doux et sucré, proche du Cream soda d'A&W, avec des extraits de guarana.
- Salty - Plus salé avec un arrière-goût amer, un peu comme la racinette Barq's.

## Hong Kong
À Hong Kong, Sarsae est vendu en canettes par AS Watson.
Cette boisson est au centre du film de 1985 It's a Drink, It's a Bomb (avec George Lam, John Sham et Maggie Cheung), où une grenade est dissimulée sous l'apparence d'une canette de Sarsae. Elle explose quand on relâche l'anneau destiné à son ouverture

## Malaisie
En Malaisie, Fraser and Neave (F&N) fabrique et commercialise un sarsi en canettes d'aluminium de 330ml et en bouteilles de 500 ml et d'un litre et demi.
Tesco y possède aussi une marque de Sarsi, vendue dans ses supermarchés.

## Viêt Nam
Au Viêt Nam, Wonderfarm, une marque appartenant à Interfood Shareholding Company, produit et distribue un sarsi sous le nom « zizy ». Ce sarsi est parfumé à la cerise. Sarsi s'écrit sá xị ou xá xị en vietnamien.
Chuong Duong Beverages Joint Stock Company fabrique également un sarsi.

## Autres pays d'Asie du Sud-Est
Au Cambodge, les sarsi sont distribués par Fanta.
En Thaïlande, le seul sarsi local est fabriqué par Green Spot sous le nom Hi-Mark.